# Dąbrowa (Niekrasów)
Dąbrowa – nieoficjalna nazwa przysiółka wsi Niekrasów w Polsce położona w województwie świętokrzyskim, w powiecie staszowskim, w gminie Osiek.
Obecnie jest to niewydzielona część wsi Niekrasów, która przynależy do parafii strzegomskiej (a nie parafii niekrasowskiej).
W latach 1975–1998 miejscowość administracyjnie należała do województwa tarnobrzeskiego.
W sąsiedztwie Dąbrowy (Mucharzewa) przebiega szerokotorowa linia kolejowa nr 65, tzw. LHS i droga powiatowa nr 0813T.

## Historia
Wieś wymieniana w Słowniku geograficznym Królestwa Polskiego i innych krajów słowiańskich pod koniec XIX wieku.

DĄBROWA, folwark, powiat sandomierski, gmina Tursko, parafia Niekrasów, stacya pocztowa Staszów, o 34 wiorst(y) od Sandomierza, 1 dom, 8 mieszkańców. Rozległość wynosi mórg 278, a mianowicie: grunty orne i ogrody mórg 167, łąk mórg 56, pastwisk mórg 6, lasu mórg 43, nieużytki i place mórg 6. Płodozmian 6-polowy. Budynków murowanych 1, drewnianych 2; jest cegielnia i pokłady gliny. Osada młynarska na Goleniu z gruntem mórg 25, oddzieloną została od folwarku. Folwark Dąbrowa oddzielony został od dóbr Osala.

Słownik geograficzny Królestwa Polskiego..., t. I.

Na podstawie ww. informacji z 1880 roku – Dąbrowa to folwark w ówczesnym powiecie sandomierskim, w ówczesnej gminie Tursko, w parafii Niekrasów ze stacją pocztową w Staszowie. Leży w odległości 34 wiorst od Sandomierza. Ma 1 dom i 8 mieszkańców. Rozległość ogólna wynosi 278 mórg, a mianowicie: 167 mórg gruntów ornych i ogrodów, 56 mórg łąk, 6 mórg pastwisk, 43 morgi lasu, 6 mórg nieużytków i placów. Stosuje się tu płodozmian 6-polowy. Budynków murowanych – 1, drewnianych – 2; jest tu też cegielnia i pokłady gliny.
W 1827 roku Osada Młynarska na Goleniu z gruntem 25 mórg oddzielona została od folwarku. Z kolei folwark Dąbrowa oddzielony został od dóbr Ossala w 1874 roku.
Dąbrowa w 1892 roku wchodziła w skład gminy Tursko, z urzędem gminy w Strużkach. Sądem okręgowym dla gminy był IV Sąd Okręgowy w Staszowie (tam też była stacja pocztowa).